# Ocenianie kształtujące
Ocenianie kształtujące (formative assessment) – rodzaj oceniania szkolnego, którego głównym celem jest pomoc uczniowi w uczeniu się.
Podczas gdy ocenianie sumujące ma na celu podsumowanie wiedzy uzyskanej przez ucznia po zakończeniu procesu uczenia się, ocenianie kształtujące ma towarzyszyć procesowi uczenia się i go wspomagać.
Według Organizacji Współpracy Gospodarczej i Rozwoju (OECD) ocenianie kształtujące to częste, interaktywne ocenianie postępów ucznia i uzyskanego przez niego zrozumienia materiału, tak by móc określić, jak uczeń ma się dalej uczyć i jak najlepiej go nauczać. Taka definicja znajduje się w raporcie opublikowanym w 2005 roku przez tę organizację.
W Wielkiej Brytanii tamtejsze Ministerstwo Edukacji upowszechnia zasady i praktykę oceniania kształtującego posługując się terminem "ocenianiu służącym uczeniu się" (assessment for learning) i definiują go jako proces poszukiwania i interpretowania dowodów, które mogą posłużyć nauczycielowi i uczącemu się do określenia, na jakim etapie nauczania/uczenia się znaleźli, jaki następny krok mają do wykonania i jak najlepiej go wykonać. W języku polskim prowadzony jest specjalny serwis oceniania kształtującego.